# Liste des évêques d'Arlington
Cette page présente la liste des évêques d'Arlington
Le diocèse d'Arlington (Dioecesis Arlingtonensis), dans l'État de Virginie, aux États-Unis, est créé le 28 mai 1974, par détachement de l'archidiocèse de Washington et du diocèse de Richmond.

## Sont évêques
- 4 juin 1974-3 février 1983 : Thomas Welsh (Thomas Jérôme Welsh), auparavant évêque auxiliaire de Philadelphie, nommé évêque d'Allentown (Pennsylvanie)
- 7 juin 1983-† 22 mars 1998 : John Keating (John Richard Keating), auparavant évêque auxiliaire d'Hartford (Connecticut) puis évêque d'Ogdensburg (New-York)
- 25 janvier 1999-4 octobre 2016 : Paul Loverde (Paul Stephen Loverde)
- depuis le 4 octobre 2016 : Michael Burbidge (Michael Francis Burbidge), auparavant évêque auxiliaire de Philadelphie puis évêque de Raleigh (Caroline du Nord)

## Évêques liés au diocèse
- Antons Justs (1931-2019), Lituanien de naissance, prêtre du diocèse, auparavant incardiné à Richmond, nommé évêque de Jelgava (de) (Lituanie) (1995-2011)

## Sources
- Page du diocèse sur le site Catholic-Hierarchy.org